# セントラル・パーク管理委員会
セントラル・パーク管理委員会（セントラル・パークかんりいいんかい、Central Park Conservancy、CPC）は、アメリカ合衆国ニューヨーク市およびニューヨーク市公園レクリエーション局から委託を受け、マンハッタンの都市公園セントラル・パークを維持管理するNPO法人。南北4km、東西800m、敷地面積約3.41㎢という広大なセントラル・パーク内には美術館、劇場、テニスコート、ボート乗り場、レストラン、動物園などの多数の施設が運営されており、国内外から年間約2,000万人が訪れるニューヨークのシンボルともいえる観光名所のひとつである。1960年代から1970年代にかけてのセントラル・パークの荒廃を受けて1980年に設立したCPCは、1998年に締結されたニューヨーク市との契約に基づき、こうした公園内施設などの維持メンテナンス業務を主とし、公園内で働くスタッフ職員のおよそ3/4を雇用している。ニューヨーク市が深刻な財政危機を抱えていた1980年代は、セントラル・パークやマディソン・スクエア、ブライアント・パークといった公共施設の、非営利団体による再整備活動が盛り上がりを見せた。こうした非営利団体は市などからの管理委託料収入や寄付、施設内の売店やカフェなどからの利用料収入、BID制度を通じた周辺企業からの負担金などを財源として運営を行っており、セントラル・パーク管理委員会もそうした団体のひとつである。

## 歴史
1873年の開園以降、様々な施設が建設され、運営が行われてきたセントラル・パークであるが、1960年代から1970年代には麻薬や暴力、殺人といった犯罪の温床となり荒廃の一途を辿っていく。ニューヨーク市も財政危機により有効な手が打てないでいた。こうしたセントラル・パークの状況を改善すべく、いくつかの市民団体がセントラル・パークの維持管理を行うボランティア活動や寄付活動を始めるようになった。後にセントラル・パークの最初の管理者となエリザベス・バーロー・ロジャースも1975年に、セントラル・パークの改善と並んでボランティア精神の育成など教育的な取り組みに重点を置いた市民団体であるセントラル・パーク・タスクフォース(Central Park Task Force)を結成している。1974年に発表されたコロンビア大学E・S・サヴァス教授によるセントラル・パークを管理する人間を雇用する必要性や、セントラル・パークの維持メンテナンスを行うための、基金の設立の必要性についての提言に基づき、ニューヨーク市は1979年、セントラル・パーク管理事務所(Office of Central Park Administrator)を設立し、初代管理者としてバーローを指名した。基金はセントラル・パーク・コミュニティ基金(Central Park Community Fund)としてリチャード・ギルダー、ジョージ・ソロスらによって設立された。
1980年12月13日、セントラル・パーク・タスクフォースとセントラル・パーク・コミュニティ基金はNPO法人としてセントラル・パーク管理委員会(CPC)を立ち上げた。ニューヨーク市長エド・コッチは、実業家のウィリアム・スペリー・バイネッケをCPCの初代理事長に指名し、職員として30人の民間人を選出させた。また、バイネッケはブルック・アスターやポール・ニューマン、ジャクリーン・ケネディ・オナシスといった支援者からなる創立者委員会と、企画委員会、開発委員会、指名委員会、監査委員会という4つの実務委員会を設置した。

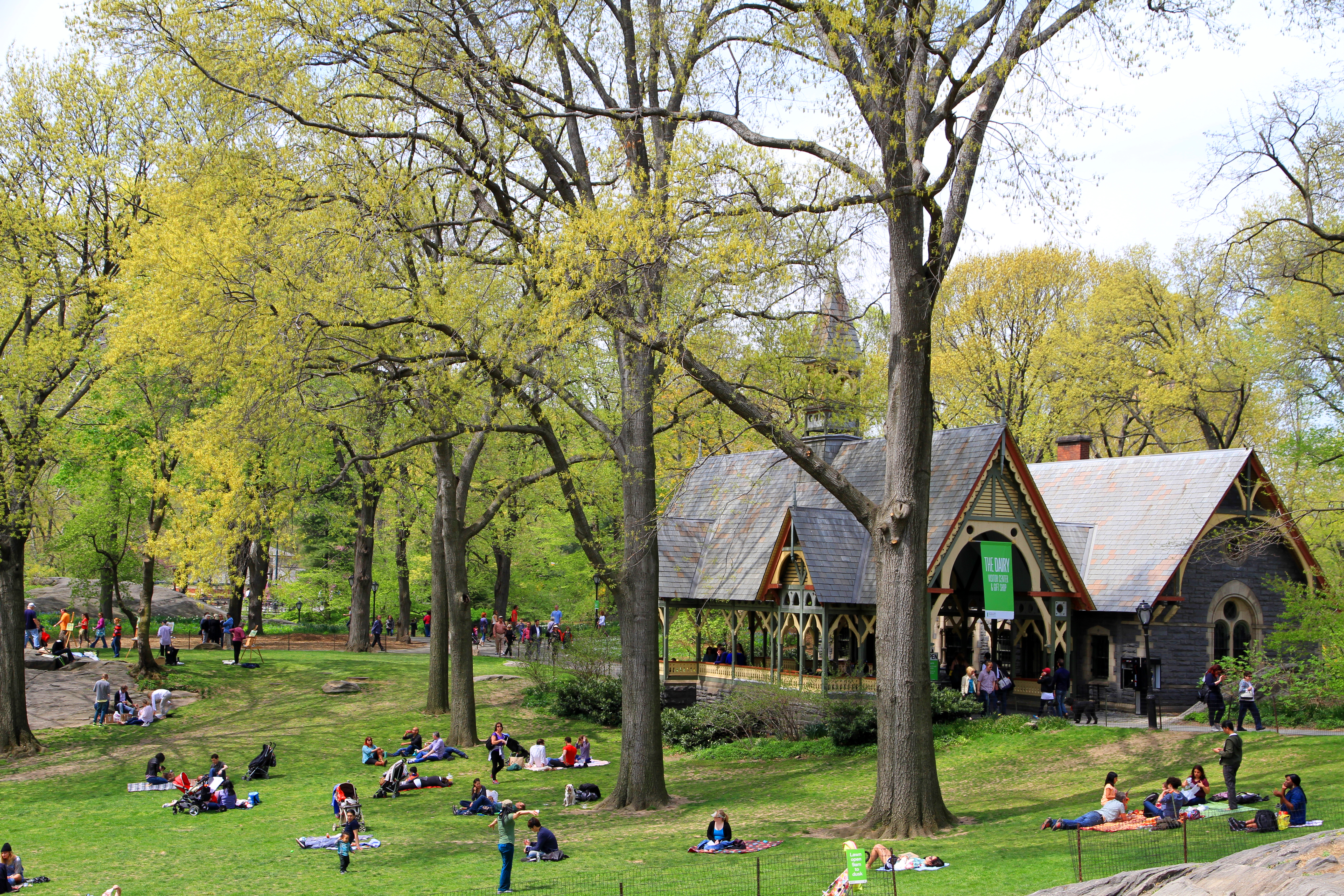
案内所として再建されたデイリー。

CPCは1980年代から1990年代にかけて割れ窓理論に基づいたセントラル・パークの再建と修復を開始した。1979年に公園の案内所としてデイリーが設けられ、翌年にはシープ・メドウズの芝生が再整備された。1981年10月14日には10年間の期間と約1億ドルの予算をかけた長期的な再整備計画を発表した。再整備計画のベースは1970年代に持ち上がっていたが、市の財政危機により1974年に棚上げされ、中止されたものであった。再整備計画は調査・分析、総合化、計画・実施の3つのステージに分けて実施され、調査・分析フェーズでは、地形、地質、土壌、水質、排水、便益施設、交通、植生、野生動物、建築物、利用実態、管理体制、保安体制といった項目の現況調査が包括的に行われた。統合化フェーズではこれらの調査結果についての相関関係が整理され、公園としての問題点の洗い出しが行われ、計画・実施フェーズにて問題点の解決が試みられ、ベセスダ・テラスの保全修復、噴水や広場の舗装、立体交差路の修復などを実施した。
1989年4月19日に発生したセントラルパークジョガー事件を受けて、1989年から1992年にかけてセントラル・パーク北端の改良工事が実施された:33。1993年からは5100万ドルを調達し、乗馬道、ザ・モール:22、ハーレムミーア、ノースウッズといった設備の修繕が行われ、チャールズ・A・ダナ・ディスカバリーセンターというビジターセンターが建設された。
1998年にはニューヨーク市とCPCの間で8年間の公園の維持管理に関する契約(Public-Private Partnership)が締結された。この契約によりCPCはニューヨーク市から公園維持運営に関する補助金が交付されるようになった。一方でセントラルパーク内の開発やイベントに対する自由裁量権はニューヨーク市が保有することとなっており、維持管理に関わる補修や改善などは市公園レクリエーション局の承認が必要となった。この契約は2006年、2013年にそれぞれ新規の契約に更新されている。2019年、北部のハーレム地区においてスケートリンクとしても利用可能な市営プールの建設計画および周辺の大規模な改修計画が発表された。セントラル・パーク管理委員会CEOのエリザベス・W・スミスはこの計画について、過去40年でもっとも大規模なプロジェクトとしている。

## 業務内容

### 公園の維持管理
CPCは2007年時点で約250名の従業員と約3,000名のボランティアを抱える団体になっており、セントラル・パーク内に約250エーカーある芝生の整備、約150エーカーの湖や河川の保護管理、約80エーカーの森林を含む約18,000本の樹木の落葉処理、落書きの除去、モニュメントや歴史的建造物の維持修復といったメンテナンスを実施している。また、寄付による植栽を実施しており、Tulips & Daffodils programでは1ドルの寄付につき1個の球根が、Tree Trust programでは500ドルの寄付につき1本の苗木がセントラル・パーク内に植栽される。毎年約2,000トン排出されるゴミの処理では52台の電気カートを導入し、より効率的に清掃が出来るよう対応している。2013年からは、ネズミなどが内部に侵入できないようセントラル・パーク専用に設計されたゴミ箱を設置し、衛生環境の維持に努めている。その他、セントラル・パーク医療隊という、約150名のボランティアによる救急医療チームを保持し、緊急の傷病に備えている。

#### ゾーン・マネジメント・システム
1995年にゾーン・マネジメント・システムが導入され、約340haの公園内を49の区画に分割し、効率的に管理できるよう各スタッフの管理監督地域を明確化した。各区画にはそれぞれゾーン庭園師(Zone Gardener)を配置し、技術者やボランティアなどに対して指揮を執っている。このシステムの導入により、各区画の担当者に自身の区画に対する責任感が醸成され、維持管理業務の生産的な改良に繋がった。

### イベント活動
セントラル・パークを利用したイベントや教育プログラム、学校などに向けたレクリエーションプログラムの提供なども行っている。CPCが一般市民、学校、ボランティアなどに向けて提供している公園整備プログラムは年間で数百件に上っている。また、ボランティアスタッフによるオフィシャルガイドツアーも提供されている。
1993年から毎年夏になるとハーレム・メア・パフォーマンス・フェスティバルという無料の野外コンサートを開催している。また、2003年から毎年8月にはセントラル・パーク・フィルム・フェスティバルという無料の映画上映会を主宰している 。その他、人造湖であるハーレム・メアでのキャッチ・アンド・リリース方式での釣り大会や、ボードゲーム大会などを取り仕切っている。

### 資金調達
セントラル・パークの年間維持管理費は約5,700万ドルと言われ、その約75%をCPCの自主財源によって調達している。CPC調達額の約70%が一般市民からの寄付金であり、残りが行政からの支出という割合になっており、維持費に対する寄付金の多さはセントラル・パークの特殊性のひとつとも言える。寄付で集められた資金は基金として運用しており、その額は2億ドル以上となっている。

## 評価
2001年、セントラル・パーク内に点在する歴史的建造物に対する維持メンテナンスの取り組みが評価され、AIC(American Institute for Conservation)より表彰された。また、2017年にはAmerican Society of Landscape Architects(アメリカ造園家協会)より記念メダルが授与された。
ニューヨーク市が採用し成功を収めたセントラル・パーク管理委員会のような非営利団体を取り入れ、受益者負担によって公共施設の維持運営を行うモデルは、アメリカ合衆国の他の都市での施設運営にも大きな影響を与えた。2005年にシカゴの鉄道跡地にて開園したミレニアム・パークや2007年にボストンの高速道路跡地にて開園したローズ・ケネディ・グリーンウェイなどにおいて、セントラル・パーク管理委員会同様に独立した非営利組織に管理を委ねる維持運営方針を採用しており、運営費用の自主財源の占める割合が高まるなど、一定の成果を上げている。